# Ваннутелли, Винченцо
Винченцо Ваннутелли (итал. Vincenzo Vannutelli; 5 декабря 1836, Дженаццано, Папская область — 9 июля 1930, Рим, королевство Италия) — итальянский куриальный кардинал. Брат кардинала Серафино Ванутелли. Титулярный архиепископ Сарда с 23 января 1880. Апостольский делегат в Константинополе с 23 января 1880 по 22 декабря 1882 и апостольский викарий латинского патриархата Константинопольского с 23 января 1880 по 4 октября 1883. Апостольский интернунций в Бразилии с 22 декабря 1882 по 4 октября 1883. Апостольский нунций в Португалии с 4 октября 1883 по май 1891. Префект Священной Конгрегации Собора с 30 июля 1902 по 20 октября 1908. Префект Верховного Трибунала Апостольской Сигнатуры с 26 октября 1908 по 15 декабря 1914. Датарий Его Святейшества с 15 декабря 1914 по 9 июля 1930. Декан Священной коллегии кардиналов с 6 декабря 1915 по 9 июля 1930. Префект Священной Конгрегации Церемониала с 6 декабря 1915 по 9 июля 1930. Кардинал in pectore с 30 декабря 1889 по 23 июня 1890. Кардинал-священник с 23 июня 1890, с титулом церкви Сан-Сильвестро-ин-Капите с 4 июня 1891 по 19 апреля 1900. Кардинал-епископ Палестрины с 19 апреля 1900. Кардинал-епископ Остии с 6 декабря 1915.